# Хід конем (фільм, 1962)
«Хід конем» (рос. «Ход конём») — радянський художній фільм 1962 року, знятий за мотивами повісті Михайла Жестєва «Пригоди маленького тракториста».

## Сюжет
П'ятнадцятирічного Альошку Льовшина, який мріє стати висококласним трактористом, не допускають до робіт в колгоспі, де він має намір прожити все життя. Тоді він міняється документами зі старшим товаришем — помічником тракториста Колькою Лопатіним, який мріє про безтурботне життя в місті. В результаті Альошка отримує диплом з відзнакою, проте все одно не може працювати в колгоспі через юний вік, і його відправляють в рідну школу помічником викладача.

## У ролях
- Борис Кузнецов — Альошка Льовшин
- Савелій Крамаров — Колька Лопатін
- Афанасій Кочетков — Пал Палич Шугай
- Михайло Пуговкін — Померанцев
- Тетяна Пельтцер — бабуся
- Станіслав Чекан — Гнат Пудов
- Віктор Хохряков — Іван Кузьмич Льовшин
- Микола Бармін — директор училища
- Юрій Бєлов — слідчий у кримінальних справах
- Анатолій Папанов — Єгор Іванович Фонарьов
- Микола Сморчков — тракторист
- Олександра Денисова — колгоспниця

## Знімальна група
- Автор сценарію: Владислав Радолінський (за мотивами повісті Михайла Жестєва «Пригоди маленького тракториста»)
- Режисер: Тетяна Лукашевич
- Оператор: Віктор Масевич
- Художник-постановник: Борис Царьов
- Композитор: Роман Леденьов
- Диригент: Вероніка Дударова